# Martin Lindow (Schauspieler)

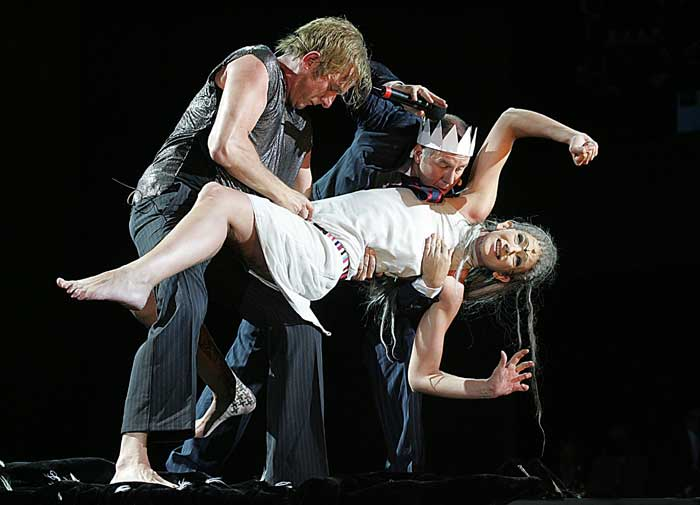
Martin Lindow mit Joachim Król und Wiebke Puls auf den Nibelungenfestspielen 2004

Martin Lindow (* 1965 in Lippstadt) ist ein deutscher Schauspieler. Seinen Durchbruch hatte er 1995 als Provinzpolizist Sigi Möller in der Krimireihe Polizeiruf 110. Weitere Bekanntheit brachte ihm die Rolle des Tom Wells in Der Fahnder ein.

## Leben
Martin Lindow besuchte das Humboldt-Gymnasium in Essen und sammelte bereits während seiner Schulzeit erste Theatererfahrung in Laienspielgruppen. Seine Schauspielausbildung absolvierte er von 1986 bis 1989 an der Folkwang Hochschule Essen. Es folgten Engagements am Schauspielhaus Essen und am Schauspielhaus Hamburg. Bei den Nibelungenfestspielen Worms spielte er 2004 den Siegfried.
Nach ersten Gastrollen in Fernsehserien (u. a. Die Kommissarin) hatte Lindow seinen Durchbruch an der Seite von Oliver Stritzel und Andrea Sawatzki als Provinzpolizist Sigi Möller in acht Folgen der Krimireihe Polizeiruf 110. Für die Folge 1A Landeier erhielt er 1996 den Adolf-Grimme-Preis (zusammen mit Dirk Salomon, Thomas Wesskamp und Oliver Stritzel). 1997 spielte er neben Meret Becker in der Krimikomödie Diamanten küßt man nicht den Alarmanlagen-Spezialisten Robert. Nach der Rolle des Dirk in elf Krimis der Reihe Die Straßen von Berlin verkörperte Lindow von 1999 bis 2005 den Fahnder Thomas Wells. Er spielte auch in einigen Tatort-Krimis mit sowie als Anwalt neben Senta Berger in der Folge Willkommen im Club (2006) der TV-Reihe Unter Verdacht. Von 2007 bis 2010 verkörperte er in der ARD-Serie Rennschwein Rudi Rüssel die Rolle des Daniel Fröhlich. Seit 2014 ist Martin Lindow als Vater Walter der Familie Heins in mehreren Fernsehwerbespots der Deutschen Telekom zu sehen. Er lebt in Essen.

## Filmografie (Auswahl)
- 1994: Die Kommissarin (Fernsehserie, Folge Schatten der Vergangenheit)
- 1995–2004: Polizeiruf 110 (Fernsehreihe, als Sigi Möller)
  - 1995: 1A Landeier
  - 1995: Roter Kaviar
  - 1997: Gänseblümchen
  - 1998: Mordsmäßig Mallorca
  - 2000: La Paloma
  - 2000: Bruderliebe
  - 2001: Fliegende Holländer
  - 2004: Mein letzter Wille
- 1997: Diamanten küßt man nicht (Fernsehfilm)
- 1998–2000: Die Straßen von Berlin (Fernsehserie, vier Folgen)
- 1999–2005: Der Fahnder (Fernsehserie, 46 Folgen)
- 1999: Tatort: Die apokalyptischen Reiter (Fernsehreihe)
- 2003: Tatort: Atlantis
- 2004: Sperling und die letzte Chance (Fernsehreihe)
- 2004: Mein Bruder ist ein Hund
- 2005: Arnies Welt (Fernsehfilm)
- 2006: Unter Verdacht: Willkommen im Club (Fernsehreihe)
- 2006: Tornado – Der Zorn des Himmels (Fernsehfilm)
- 2006: Pastewka (Fernsehserie, drei Folgen)
- 2006: Freundinnen fürs Leben (Fernsehfilm)
- 2007, 2023: Alarm für Cobra 11 – Die Autobahnpolizei (Fernsehserie, Folgen Der Staatsanwalt, Schutzlos)
- 2007: Der Alte – Folge 319: Sein letzter Wille
- 2007: Solo für Schwarz: Tödliche Blicke (Fernsehreihe)
- 2008: Die Hitzewelle – Keiner kann entkommen (Fernsehfilm)
- 2008: Lutter: Blutsbande (Fernsehreihe)
- 2008: Treuepunkte (Fernsehfilm)
- 2009: Mama kommt! (Fernsehfilm)
- 2009: Hangtime – Kein leichtes Spiel
- 2010: Ken Folletts Eisfieber (Fernsehfilm)
- 2010: Ein starkes Team: Dschungelkampf (Fernsehreihe)
- 2011–2012: Heiter bis tödlich: Henker & Richter (Fernsehserie, 16 Folgen)
- 2012: Sprinter – Haltlos in die Nacht (Fernsehfilm)
- 2012: Spreewaldkrimi: Feuerengel (Fernsehreihe)
- 2013: Herzensbrecher – Vater von vier Söhnen (Fernsehserie)
- 2014: Sein gutes Recht (Fernsehfilm)
- 2015: Ein starkes Team: Stirb einsam!
- 2015: Die kalte Wahrheit (Fernsehfilm)
- 2015: Freundinnen – Alle für eine (Fernsehfilm)
- 2016: Apropos Glück (Fernsehfilm)
- 2017: Praxis mit Meerblick – Willkommen auf Rügen (Fernsehreihe)
- 2017: Nord Nord Mord – Clüver und die tödliche Affäre (Fernsehreihe)
- 2018: Im Wald – Ein Taunuskrimi (Fernsehreihe)
- 2018: Unter anderen Umständen: Das Geheimnis der Schwestern (Fernsehreihe)
- 2018: Passagier 23 – Verschwunden auf hoher See (Fernsehfilm)
- 2019: Tatort: Borowski und das Haus am Meer
- 2020: Das Mädchen am Strand
- 2020: Tatort: Unklare Lage
- 2021: In Wahrheit: In einem anderen Leben (Fernsehreihe)
- 2021: Ein Mädchen wird vermisst (Fernsehfilm)
- 2022: SOKO Leipzig (Fernsehserie, Folge Verrannt)
- 2022: Inga Lindström: Geliebter Feind, Fliehende Pferde in Sörmland (Fernsehreihe)
- 2022: Kommissar Dupin – Bretonische Idylle
- 2022: WaPo Bodensee (Fernsehserie, Folge Blindgänger)
- 2023: Landfrauen: Wir können auch anders (Fernsehfilm)
- 2023: SOKO Köln (Fernsehserie, Folge Stumme Schreie)
- 2024: Ein Sommer im Schwarzwald (Fernsehreihe)
- 2025: Zimmer im Grünen – Herzenswege (Fernsehfilm)